# 阿塞諾夫格勒市鎮
42°01′00″N 24°52′00″E / 42.0167°N 24.8667°E

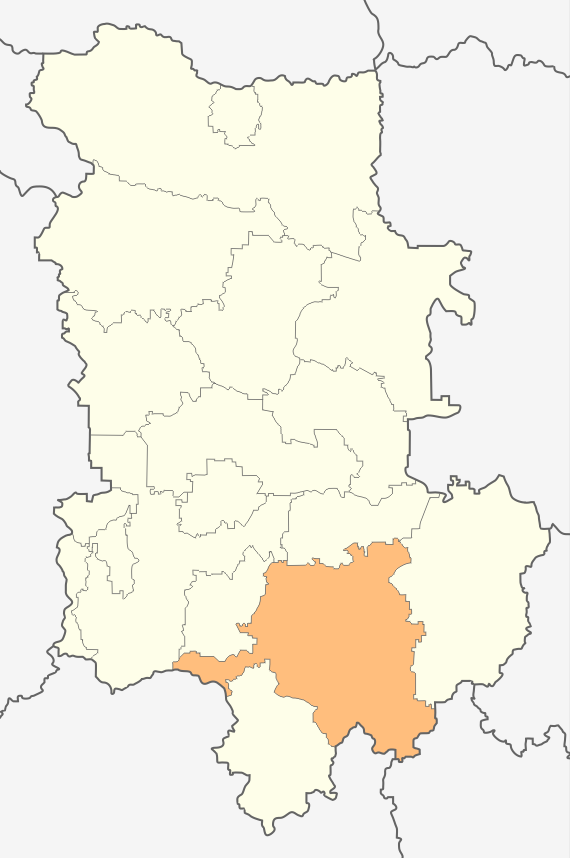

阿塞諾夫格勒市，是保加利亞的城鎮，位於該國中部，由普羅夫迪夫州負責管轄，首府設於阿塞諾夫格勒，面積665.39平方公里，人口65,736，人口密度每平方公里98.8人。